# Arolli-Mundagod, Honavar
Arolli-Mundagod là một làng thuộc tehsil Honavar, huyện Uttara Kannada, bang Karnataka, Ấn Độ.